# Erkki Antila
Erkki Lauri Johannes Antila (ur. 14 lipca 1954 w Jurva, zm. 28 października 2023) – fiński biathlonista, czterokrotny medalista mistrzostw świata.

## Kariera
Pierwszy sukces w karierze osiągnął w 1973 roku kiedy zdobył srebrny medal w sztafecie na mistrzostwach świata juniorów w Lake Placid. Podczas rozgrywanych rok później mistrzostw świata juniorów w Mińsku wywalczył złoto w sztafecie oraz srebro w sprincie. Ponadto zajął trzecie miejsce w sztafecie na mistrzostwach świata juniorów w Anterselvie w 1975 roku.
Wśród seniorów medal zdobył już na swojej pierwszej imprezie, wspólnie z Raimo Seppänenem, Simo Halonenem i Heikkim Ikolą zajmując drugie miejsce w sztafecie podczas mistrzostw świata w Vingrom w 1977 roku. Wynik ten Finowie w tym samym składzie powtórzyli na mistrzostwach świata w Ruhpolding dwa lata później. Kolejne dwa medale Antila zdobył na rozgrywanych w 1981 roku mistrzostwach świata w Lahti. W biegu indywidualnym zajął trzecie miejsce, ulegając tylko Ikoli oraz Frankowi Ullrichowi z NRD. Dwa dni później był drugi w sprincie, rozdzielając Ullricha i Francuza Yvona Mougela. Był też między innymi piąty w biegu indywidualnym podczas mistrzostw świata w Mińsku w 1982 roku.
W 1980 roku wystartował na igrzyskach olimpijskich w Lake Placid, zajmując piąte miejsce w biegu indywidualnym, dwunaste w sprincie oraz siódme w sztafecie. Były to jego jedyne starty olimpijskie.
W Pucharze Świata zadebiutował 14 stycznia 1978 roku w Ruhpolding, zajmując czwarte miejsce w sprincie. Tym samym już w debiucie zdobył pierwsze punkty. Na podium zawodów tego cyklu pierwszy raz stanął 12 lutego 1981 roku w Lahti, zajmując trzecie miejsce w biegu indywidualnym. W kolejnych startach jeszcze jeden raz stanął na podium: 14 lutego 1981 roku w tej samej miejscowości był drugi w sprincie. Najlepsze wyniki osiągał w sezonie 1980/1981, kiedy zajął dziesiąte miejsce w klasyfikacji generalnej.
Jego syn – Timo także został biathlonistą.

## Osiągnięcia

### Igrzyska olimpijskie
| Rok  | Miejscowość | Konkurencje | Konkurencje | Konkurencje | Konkurencje | Konkurencje | Konkurencje | Konkurencje |
| Rok  | Miejscowość | IN          | SP          | PU          | MS          | RL          | MR          | SR          |
| ---- | ----------- | ----------- | ----------- | ----------- | ----------- | ----------- | ----------- | ----------- |
| 1980 | Lake Placid | 5.          | 12.         | nd.         | nd.         | 7.          | nd.         | –           |

### Mistrzostwa świata
| Rok  | Miejscowość | Konkurencje | Konkurencje | Konkurencje | Konkurencje | Konkurencje | Konkurencje | Konkurencje |
| Rok  | Miejscowość | IN          | SP          | PU          | MS          | RL          | MR          | SR          |
| ---- | ----------- | ----------- | ----------- | ----------- | ----------- | ----------- | ----------- | ----------- |
| 1977 | Vingrom     | –           | 10.         | nd.         | nd.         | 2.          | nd.         | –           |
| 1978 | Hochfilzen  | 8.          | 14.         | nd.         | nd.         | 7.          | nd.         | –           |
| 1979 | Ruhpolding  | 11.         | 18.         | nd.         | nd.         | 2.          | nd.         | –           |
| 1981 | Lahti       | 3.          | 2.          | nd.         | nd.         | 6.          | nd.         | –           |
| 1982 | Mińsk       | 5.          | 33.         | nd.         | nd.         | 8.          | nd.         | –           |
| 1983 | Anterselva  | 38.         | 25.         | nd.         | nd.         | 5.          | nd.         | –           |

### Puchar Świata

#### Miejsca w klasyfikacji generalnej
| Sezon     | Miejsce |
| --------- | ------- |
| 1977/1978 | 17.     |
| 1978/1979 | ?       |
| 1979/1980 | ?       |
| 1980/1981 | 10.     |
| 1981/1982 | ?       |
| 1982/1983 | ?       |

#### Miejsca na podium chronologicznie
| Lp. | Dzień     | Rok  | Miejscowość | Konkurencja                | Lokata | Pudła   | Czas biegu | Strata  | Zwycięzca     |
| --- | --------- | ---- | ----------- | -------------------------- | ------ | ------- | ---------- | ------- | ------------- |
| 1.  | 12 lutego | 1981 | Lahti       | Bieg indywidualny na 20 km | 3.     | 1+1+1+0 | 1:13:07,2  | +1:43,9 | Heikki Ikola  |
| 2.  | 14 lutego | 1981 | Lahti       | Sprint na 10 km            | 2.     | 0+0     | 33:08,5    | +1,6    | Frank Ullrich |